# 秦楚瀅
秦楚瀅（英語：Nami Chun，1998年5月9日—），本名曾芷婷，另一藝名娜美，是香港女模特兒兼網絡紅人。

## 生平
中學讀聖芳濟各書院，之後在香港專業教育學院（沙田）讀高級文憑。小時候因為拍過窮飛龍的YouTube校園喜劇《男X女Y補習社》而為人所知。
2021年，拍了電影《出租女友 (電影)》作為影壇出道作。
2023年9月，因曾在粉絲群組提供開戶邀請碼，同為CryptoPARD加密豹學院拍攝過宣傳影片而捲入JPEX風波，另有傳出他的經理人公司老闆是前網絡紅人屎萊姆。

## 演出作品

### 電視節目（港台電視）
- 2022年：《新時代奮鬥者》參加者
- 2023年：《我們之間第二季》- 第二集《麻辣咖哩》 飾 嘉瑩

### 電視節目（ViuTV）
- 2016年：《網絡瘋人》（第9集）

### 劇集（ViuTV）
- 2023年：《和解在後》飾 區太（第9集）
- 2024年：《法與情》飾 Janet（林大狀助手）（第11集及第17集）

### 電台節目（香港電台）
- 2022年至2023年11月：《150遇上170》主持人（香港電台第二台）

### 電影
- 2021年：《＃PTGF出租女友》 飾 Wing
- 2024年：《破·地獄》 飾 遺體化妝師

## 外部連結
- 秦楚瀅的Instagram帳戶
- 秦楚瀅的Facebook專頁